# 3833 Calingasta
3833 Calingasta este un asteroid descoperit pe 27 septembrie 1971 de James Gibson și Carlos Cesco.